# Verbier
Cet article possède des paronymes, voir Vervier et Verdier.
Verbier est une station de sports d'hiver située dans la commune de Val de Bagnes, dans le canton du Valais, en Suisse. Elle fait partie du domaine skiable des 4 Vallées avec La Tzoumaz, Nendaz, Thyon et Veysonnaz.

Vue aérienne (1966)

## Renommée de la station
Verbier est notamment connu pour son festival de musique classique, le Verbier Festival qui se tient chaque été, ainsi que pour l'Xtreme de Verbier, compétition de freeride se déroulant sur les pentes du Bec-des-Rosses, dernière étape du Freeride World Tour. La station de Verbier est aussi connue dans le monde du vélo de montagne comme le point de départ de la course de VTT Verbier-Grimentz, le Grand Raid, ou encore Verbier E-Bike Festival (consacré au VTT électrique), ainsi que dans le monde du trail, avec le trail Verbier Saint-Bernard. C'est également à Verbier que se termine la Patrouille des Glaciers. Enfin, la haute route qui relie Chamonix à Zermatt passe par Verbier.
En ce qui concerne le ski hors piste ou freeride, elle est considérée par les amateurs du genre comme une des destinations phares sur le plan mondial. Dominique Perret, élu skieur freeride du siècle par la presse spécialisée le 6 décembre 2000 à Paris, s'y est d'ailleurs établi.
À la suite de problèmes de constructions autorisées illégalement sur la commune de Bagnes,, un groupe de travail a été mis en place sur demande du Conseil d’État valaisan afin d’appliquer de nouvelles mesures dans la gestion de constructions de résidences.

## Cyclisme
- La ville est également connue des cyclistes sur route, elle accueillit en 2008 la 6e étape du Tour de Suisse et Kim Kirchen remporta la victoire devant Andreas Klöden. Le Tour de Suisse y fit son retour en 2014 lors de la huitième étape et c'est Esteban Chaves qui l'emporta.
- Elle est ville-étape du Tour de France 2009, le 19 juillet, lors de la 15e étape du Tour de France 2009 entre Pontarlier (France) et Verbier. Alberto Contador, après une attaque sèche, remporta cette étape et fit un grand pas vers la victoire dans cette Grande Boucle.

## Domaine skiable
Le domaine skiable de Verbier est l'un des plus connus et fréquentés de Suisse[réf. souhaitée]. Il est très fréquenté par une clientèle internationale, notamment anglo-saxonne. Il se divise en deux secteurs, celui des Attelas et Mont-Fort (forfaits « Verbier » et « Mont-Fort »).
Le domaine de Savoleyres/La Tzoumaz propose quant à lui huit installations et 55 kilomètres de pistes. Verbier fait partie des 4 Vallées (410 km de pistes et 89 remontées mécaniques en tout).
Les Attelas
Les pistes sont accessibles directement depuis Le Châble (826 m) dans la vallée, au niveau d'un très vaste parking gratuit, au moyen d'un télécabine moderne qui relie la station. De là partent les premières pistes ainsi qu'un secteur avec téléskis et pistes débutants directement dans la station. Un retour au parking du Châble à skis est rarement possible, du fait de la faible altitude. Ce secteur est relié aux 4-Vallées par Tortin.
Mont-Fort
Le versant Mont-Fort et Col des Gentianes, qui offre les pistes les plus élevées ainsi que la majorité des possibilités de hors-piste du domaine, est desservi par des remontées mécaniques nécessitant l'achat d'un forfait « 4-Vallées ».
La saison hivernale commence généralement fin novembre et se termine fin avril, ce qui en fait l'une des plus longues en Suisse. La station profite de l'altitude relativement élevée de son domaine pour assurer un niveau d'enneigement relativement élevé.
Une piste de luge de 10 kilomètres – la plus longue de Suisse romande[réf. souhaitée] – a été aménagée sur le secteur voisin de la Tzoumaz.
Il est possible de pratiquer le ski de fond aux Ruinettes, au village sur le versant Savoleyres, et en fond de vallée à Champsec.

## Célébrités vivant à Verbier
Depuis la fin des années 1960, de nombreuses célébrités passent leurs vacances dans la station de Verbier, d'autres y ont fait construire une résidence secondaire.
Depuis 2001, Diana Ross a acquis un chalet puis, en 2004, Marthe Keller, déjà résidente de la station depuis longtemps, est devenue voisine de Diana Ross. Et en 2006 le chanteur anglais James Blunt est venu s'y installer, il est même devenu parrain d'un télésiège du domaine ainsi qu'actionnaire du restaurant d'altitude « La Vache ». Le roi du Danemark Frederik de Danemark et son épouse Mary disposent également d'une résidence secondaire dans la commune. Le prince Andrew et son ex-épouse Sarah Ferguson, habitués de Verbier même après leur divorce, y possèdent un chalet.
De nombreux sportifs ou anciens sportifs d'élite vivent actuellement dans la région Verbier St-Bernard : Justin Murisier, Daniel Yule (ski alpin), Yann Rausis (freeride pro), Jérôme Caroli (VTT descente), Philippe Roux, Roland Collombin...

## Verbier Village
Verbier Village est situé en dessous de Verbier Station, on y passe en se rendant à Verbier par la route cantonale. Verbier Village et Verbier Station sont contigus et certaines lignes de bus, l'hiver et l'été, font la boucle par Verbier Village.

## Verbier (station)
Verbier se trouve sur un plateau ensoleillé ouvert vers le sud sur le massif des Combins et vers le sud-ouest sur celui du Mont-Blanc. Verbier est un assez grand village permettant de se déplacer à pied mais offre aussi un réseau de bus, gratuits et assez fréquents. Différents départs de télécabines s'y trouvent (départ secondaire de et pour Savoleyres et départ principal de Médran pour Les Ruinettes) ainsi que plusieurs téléskis de la station, à l'intérieur du village. On y trouve de très nombreux commerces, restaurants, des boîtes de nuits, etc.

## Prix et récompenses
En 2018, la station de Verbier est nommée « Meilleure station de ski de Suisse » lors de la cérémonie des World Ski Awards à Kitzbühel le 17 novembre 2018. De plus, l'hôtel W Verbier a reçu les distinctions « Meilleur hôtel de ski de Suisse » et « Meilleur hôtel de ski du monde 2018 2018 », et ce pour la troisième année consécutive. La station a également été nommée « World's Best Ski Resort » en 2019, 2020 et 2021.

## Controverse

### Constructions illégales
En 2015 des cas litigieux de constructions ont été déclarés, à la suite de quoi deux experts indépendants ont enquêté sur une quinzaine de dossiers autorisés par le service des constructions de Verbier. Ils ont relevé une cinquantaine d'infractions aux lois communales et cantonales sur les constructions,.
Des membres de l'exécutif aussi actifs dans le domaine de la construction ont été impliqués dans l'autorisation de ces constructions illégales, les autorités cantonales valaisannes sont aussi critiquées pour leur inaction dans cette affaire jusqu'à ce qu'un rapport de commission de gestion sur les constructions illégales de Verbier soit demandé.

Le chef de service administratif et juridique du Département de la mobilité, du territoire et de l'environnement (DMTE) Adrian Zumstein est aussi impliqué dans cette controverse.

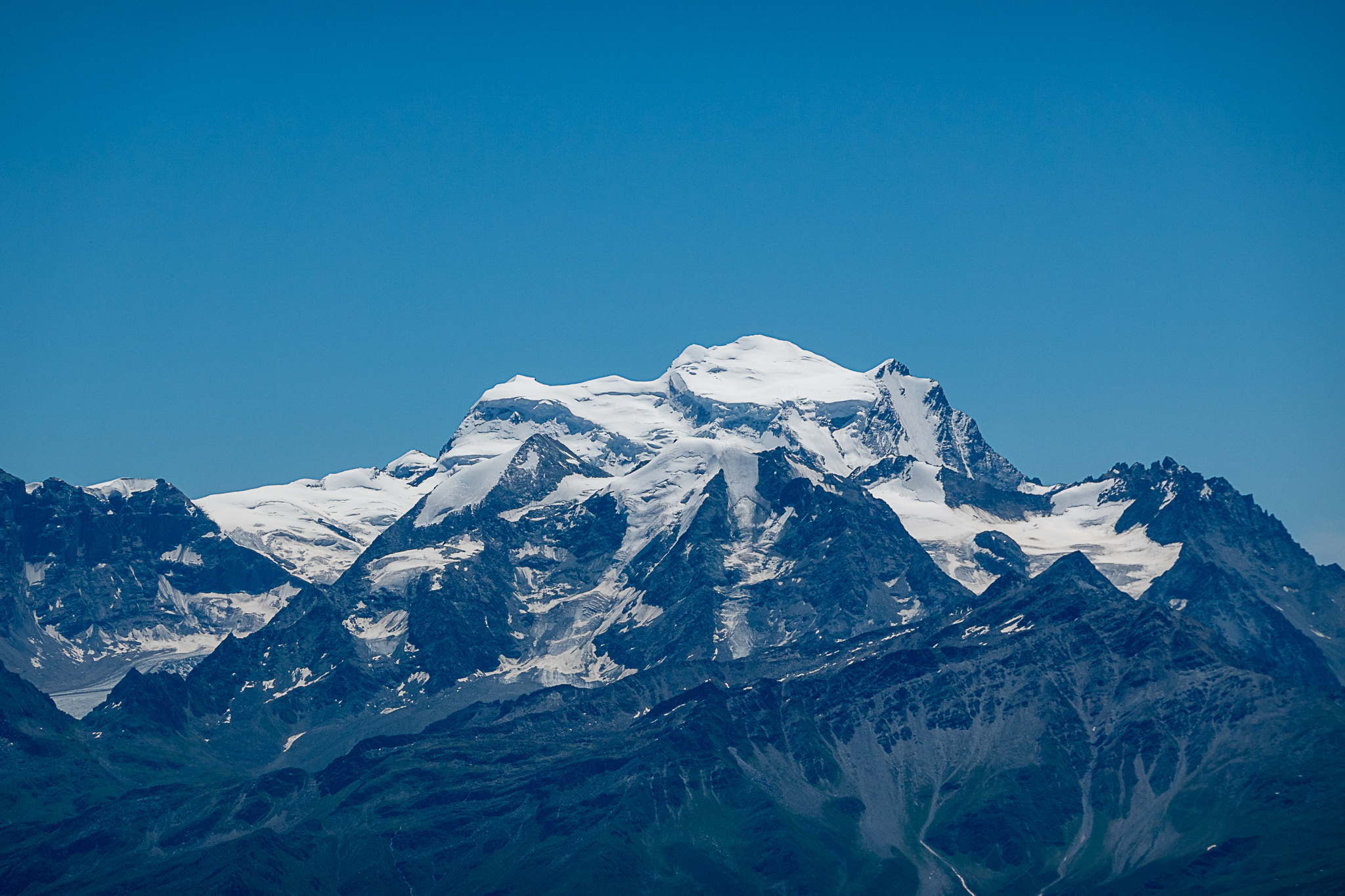
Les sommets du Grand Combin vus depuis Verbier.